# Jesper Rasmussen (billedkunstner)
 For alternative betydninger, se Jesper Rasmussen. (Se også artikler, som begynder med Jesper Rasmussen)
Jesper Rasmussen (født 19. april 1959 på Langeland) er en dansk billedkunstner.

## Kunstnerisk praksis
Jesper Rasmussen arbejder med skulptur, installation, grafik, fotografi, film og publikationer mm, særligt med udgangspunkt i undersøgelser af rum, arkitektur og landskab. Har bl.a. udført en lang række digitalt manipuleret fotografier af bygninger og interiører, hvor alle tegn på menneskelig tilstedeværelse er bortretoucheret.
Siden 1981 har Jesper Rasmussen udgivet og redigeret det eksperimenterende kunsttidsskrift Pist Protta sammen med Åse Eg Jørgensen og Jesper Fabricius. Jesper Rasmussen var i perioden 1986-91 medlem af kunstnergruppen Solkorset, som han var medstifter af. Gruppen eksperimenterede med kollektive arbejdsprocesser og udførte flere store, spektakulære ruminstallationer.
Jesper Rasmussen har en lang række solo- og gruppeudstillinger bag sig, ligesom han er repræsenteret på danske kunstmuseer, bl.a. ARoS, Arken, Kunsten Aalborg og Statens Museum for Kunst.
Jesper Rasmussen gik kortvarigt på Det Kongelige Danske Kunstakademis Billedkunstskoler 1984-85. og er ellers autodidakt.
Medlem af Akademiraadet 2002-08 og af Statens Kunstfonds Indkøbs- og Legatudvalg 2008-10.
Lektor ved Det Jyske Kunstakademi 2004-07 og rektor samme sted 2007-2015.

## Hædersbevisninger
Statens Kunstfonds tre-årige arbejdsstipendie 1999-2001
Ole Haslunds Kunstnerfonds Hæderslegat 2006
Carl Nielsen og Anne Marie Carl-Nielsens Legat 2008
Billedhugger Kai Nielsens Mindelegat 2009
Tildelt Eckersberg Medaillen af Det Kongelige Akademi for de Skønne Kunster 2009

## Udgivelser
Kubus – Ruminstallationer af Solkorset, 1995
Landskab og Flyver, 1999
Out of Space, 2007
Another Sense of Place, 2013

## Links
Jesper Rasmussens hjemmeside
Space Poetry
GMW
Susanne Ottesen